# مييراس
بلدية مييراس (بالإسبانية: Mieras) هي بلدية تقع في مقاطعة جرندة التابعة لمنطقة كتالونيا شمال شرق إسبانيا.

## الديموغرافيا
بلغ عدد سكان بلدية مييراس 335 نسمة عام 2011 (وفقاً للمعهد الوطني الإسباني للإحصاء).
| 300 | 334 | 333 | 352 | 320 | 344 | 335 |